# Can Colomer (Riudarenes)
Can Colomer és una masia de Riudarenes (Selva) inclosa a l'Inventari del Patrimoni Arquitectònic de Catalunya.

## Descripció
Es tracta d'una casa amb poques modificacions, de planta rectangular, teulada a dues vessants a laterals i cornisa catalna, de coberta amb ràfec de tres filades de rajoles, molt ben restaurada. La porta de la façana principal és amb arc de mig punt i dovelles petites, té el número 4 en una placa al costat de la portalada. Destaca la finestra central trevolada i les altres amb permòdols o impostes, dues a banda i banda de la central, situades al pis superior. Hi ha una altra finestra a la planta baixa a l'esquerra de la porta. Els murs de les parets laterals de la casa a diferència de la façana principal, són sense arrebossar i s'aprecia l'aparell de carreus. Les obertures són també envoltades de pedres monolítiques, algunes rectangulars d'altres amb impostes. A la paret lateral esquerra hi ha dues obertures i una petita escala adossada al mur que porta al primer pis. La paret de la dreta té un safareig adossat. Està molt ben restaurada.

## Història
Casa esmentada el 1385. Durant un temps va partànyer als Farners i al segle xviii fou centre de gran propietat, juntament amb Ca l'Espriu i Can Metge, que entrà en decadència al segle xix.
El 16 de març de 1574 Antic Colomer, pagès, reconeix tenir el Mas Colomer i les terres a ell unides. La família Colomer, al segle xviii era el principal propietari de masos i terres de l'Esparra però a principis del segle xix passà per una crisi i va haver de vendre diverses finques.